# スパイカー・B6

スパイカー・B6、正確にはスパイカー・B6・ヴェネターは、オランダの高級車メーカー、スパイカー・カーズのコンセプトカー。2013年4月にジュネーブ・モーターショーで発表される。2014年の生産開始を予定するも叶わなかった。
ミッドシップで後輪駆動のB6は、まだ規定がなかったV6エンジンを搭載し、375 bhp (280 kW; 380 PS)を記録、6速オートマチックを装備していた。
スパイカーによる言及はないが、倒産により2012年に生産を停止したアルテガ・GTをベースにしたとみられる。